# Thomas Neale

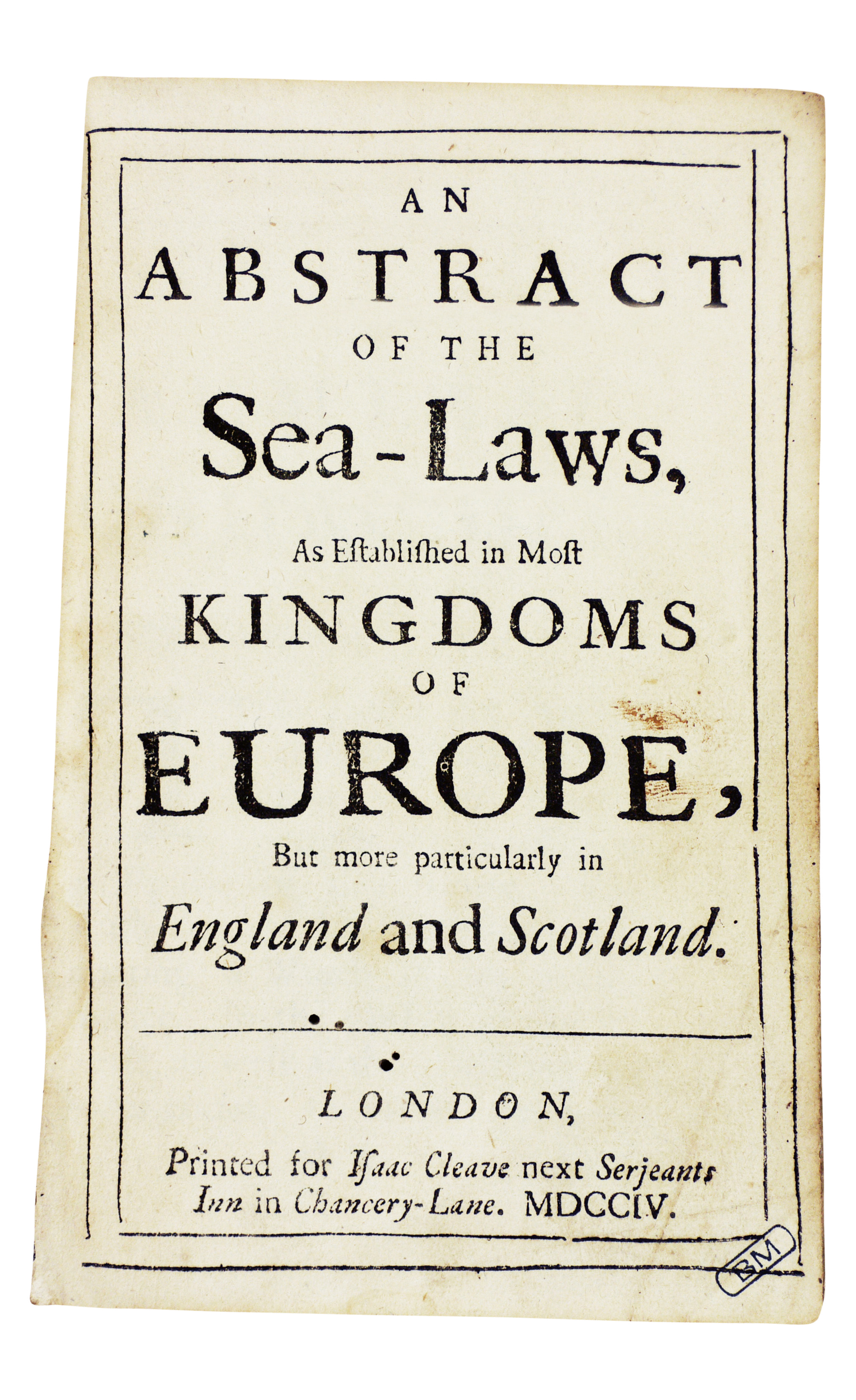
An abstract of the sea-laws, 1704 (Fondazione Mansutti, Milano).

Thomas Neale (1614 – 1699) è stato un giurista britannico.

## Biografia
Studiò all'Università di Cambridge, dove divenne scudiero del re, con il compito di provvedere ai giochi di corte, facendo da arbitro agli incontri. In seguito gli fu affidata la supervisione delle case da gioco e delle licenze e fu poi nominato commissario alla zecca. Scrisse diversi trattati sul commercio e la finanza, tra cui un manuale di diritto marittimo, An abstract of the sea-laws pubblicato a Londra nel 1704.